# Travsportens Hall of Fame
Travsportens Hall of Fame är en del av Nordiska Travmuseet och visar personer och hästar som varit betydelsefulla för travsportens utveckling och popularitet i Sverige och Norge.
| År   | Invalda personer | Invalda personer                                       | | Invalda hästar                                | Invalda hästar       |
| År   | Med koppling till Sverige | Med koppling till Norge                                | Med koppling till Sverige                                                                               | Med koppling till Norge                       |                      |
| ---- | --- | ------------------------------------------------------ | --- | --------------------------------------------- | -------------------- |
| 2007 | Sören Nordin (tränare/kusk) | Ulf Thoresen (tränare/kusk)                            | |                                               |                      |
| 2008 | Stig H. Johansson (tränare/kusk) |                                                        | | Steggbest (kallblod)                          |                      |
| 2009 | | Karsten Buer (tränare/kusk)                            | Big Noon (varmblod)                                                                                     |                                               |                      |
| 2010 | |                                                        | Bulwark (varmblod)                                                                                      | Rex Rodney (varmblod)                         |                      |
| 2011 | Berndt Lindstedt (tränare/kusk) |                                                        | | Alm Svarten (kallblod)                        |                      |
| 2012 | Uno Swed (tränare/kusk) | Gunnar Eggen (tränare/kusk)                            | Frances Bulwark (varmblod)                                                                              |                                               |                      |
| 2013 | Gert Lindberg (tjänsteman) Olle Goop (tränare/kusk) Margareta Wallenius-Kleberg (uppfödare) Stig Lindmark (tränare/kusk) Gunnar Nordin (tränare/kusk) Gösta Nordin (tränare/kusk) Lars Lindberg (tränare/kusk) | Egil Alnaes (tjänsteman) Kjell Carlsen (pionjär)       | Legolas (varmblod) Ina Scot (varmblod) Järvsöfaks (kallblod) Ego Boy (varmblod) Express Gaxe (varmblod) | Vintilla (kallblod)                           |                      |
| 2014 | Stefan Melander (tränare/kusk) | Trygve Diskerud (tränare/kusk)                         | Victory Tilly (varmblod) Queen L (varmblod)                                                             | Sjunga Best (kallblod) Atom Vinter (kallblod) |                      |
| 2015 | Håkan Wallner (tränare/kusk) Bo Fransson (journalist) Örjan Kihlström (tränare/kusk) |                                                        | Copiad (varmblod)                                                                                       | Tamin Sandy (varmblod) Bork Rigel (kallblod)  |                      |
| 2016 | Einar Andersson (fotograf) Algot Scott (tränare/kusk) Björn Goop (tränare/kusk) | John Buer (tjänsteman)                                 | |                                               |                      |
| 2017 | Åke Svanstedt (tränare/kusk) Stefan Hultman (tränare/kusk) |                                                        | | Steinlager (varmblod)                         |                      |
| 2018 | Torbjörn Jansson (tränare/kusk) |                                                        | Viking Kronos (varmblod)                                                                                | Elding (kallblod)                             |                      |
| 2019 | Jorma Kontio (tränare/kusk) Jimmy Takter (tränare/kusk) | Roger Walmann (tränare/kusk)                           | | Scarlet Knight (varmblod)                     |                      |
| 2020 | Erik Berglöf (tränare/kusk) Jim Frick (tränare/kusk) |                                                        | |                                               | Moe Odin (kallblod)  |
| 2021 | Lutfi Kolgjini (tränare/kusk) | Ove Wassberg (tränare/kusk)                            | | Maharajah (varmblod)                          |                      |
| 2022 | Robert Bergh (tränare/kusk) Timo Nurmos (tränare/kusk) | Jomar Blekkan (tränare/kusk) Liv Haslie (tränare/kusk) | | Readly Express (varmblod)                     |                      |
| 2023 | Jan-Olov Persson (tränare/kusk) |                                                        | | Julienne (varmblod)                           | Shan Rags (varmblod) |
| 2024 | Erik Adielsson (tränare/kusk) Svante Båth (tränare/kusk) Helen A. Johansson (tränare/kusk) |                                                        | |                                               | Spikeld (kallblod)   |
| 2025 | Ulf Ohlsson (tränare/kusk) | Geir Vegard Gundersen (tränare/kusk)                   | | From Above (varmblod)                         |                      |